# 佐々木龍一
佐々木 龍一（ささき りゅういち、1970年 - ）は、日本の建築家。一級建築士、日本建築家協会会員、日本建築学会会員、英国王立建築家協会（RIBA）正会員、米国建築家協会（AIA）ASSOCIATE会員。
父は建築家の佐々木幹夫。佐々木幹夫は、ルートヴィヒ・ミース・ファン・デル・ローエおよびマイロン・ゴールドスミスに師事し、高層建築に鉄骨ダイアゴナル・ブレイシングシステムを採用する建築を最初に探求したといわれる。シカゴのジョン・ハンコック・センター向けにこれが同システムの最初の商業利用となった。。
佐々木龍一の建築は、国際的な教育背景と多彩な経験に基づいている。イリノイ工科大学でロナルド・クレックやジョン・ローナンに、コロンビア大学大学院ではハニ・ラシッドとリズ・アン・クーチャーに師事し、グローバルな視点を養っている。時代性を常に意識し、プロジェクトの位置付けを再解釈し続けることを重視している。また、モダンアートとの対話も重要視しており、この姿勢により、文化施設、音楽ホール、集合住宅、ホテル、商業施設、インテリアなど多岐にわたる建築を手がけている。この独自のアプローチは国際的にも高く評価されており、イタリアのプラン賞のオフィス・ビジネス施設カテゴリーでWINNER受賞、アメリカのアーキテクチャー・マスター・プライズ賞ではBEST OF BEST賞と建築設計事務所オブ・ザ・イヤー賞を受賞している。さらに、2021年にはDezeenのアーキテクト・オブ・ザ・イヤーのベスト21に選出され、WAF賞では8作品がファイナリストに選ばれるなど、国際的な評価を得ている。

## 来歴
- 1970年 東京都生まれ[1]
- 1994年 イリノイ工科大学建築学科卒業（同学科においてハロルド・シフ賞受賞）[1]
- 1995年 コロンビア大学大学院建築・計画・保存学部建築学科修士課程修了[1]
- ASYMPTOTE ARCHITECTURE[1]
- 久米設計（日本建築学会 学会賞（作品）北上市文化交流センターさくらホールの設計担当 野口秀世、兒玉謙一郎、佐々木龍一）を経て、現在 株式会社佐々木設計事務所（英語名：RYUICHI SASAKI ARCHITECTURE）代表取締役[1]
- 千葉大学工学部建築学科非常勤講師を歴任[5]
- 日本のアメリカ文学者の大和田俊之は従兄弟[6]。

## 主な作品

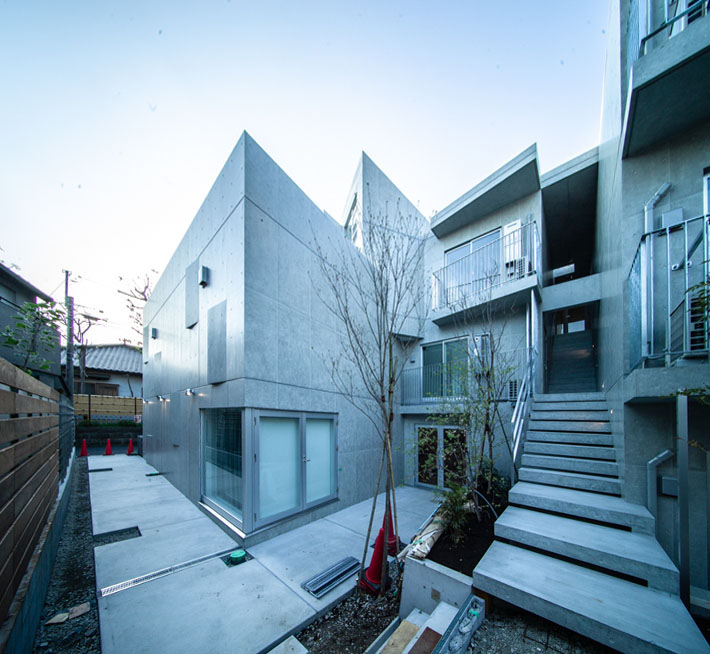
池上の音楽複合施設（建物名称：IDEAREVE IKEGAMI）, Tokyo, Japan

- 2002年 「大エジプト博物館コンペ案」（エジプト）
- 2006年 「FLAMME-IGA COMPLEX」（木津潤平、小堀哲夫と共作）（三重県伊賀市）[7]
- 2011年 「BASE南青山」（東京都港区）[8]
- 2014年 「AOYAMA 346」（東京都港区）
- 2014年 「WALL CLOUD」（東京都港区）[9]
- 2015年 「米州ギャラリー」（東京都港区）（奥村梨枝子と共作）
- 2018年 「ショパン国際コンサートホールコンペ案」（ポーランド）
- 2018年 「指宿市市民ホールプロポーザルコンペ案」（鹿児島県指宿市）
- 2019年 「SHIKISM」（埼玉県志木市）[10]
- 2020年 「白金プロジェクト」（東京都港区）[11]
- 2020年 「等々力の集合住宅」（東京都世田谷区）[12]
- 2021年 「CUADRO NAKANO NORTH」（東京都中野区）[13]
- 2021年 「池上の音楽複合施設」（東京都大田区）[14]

## 主な受賞歴

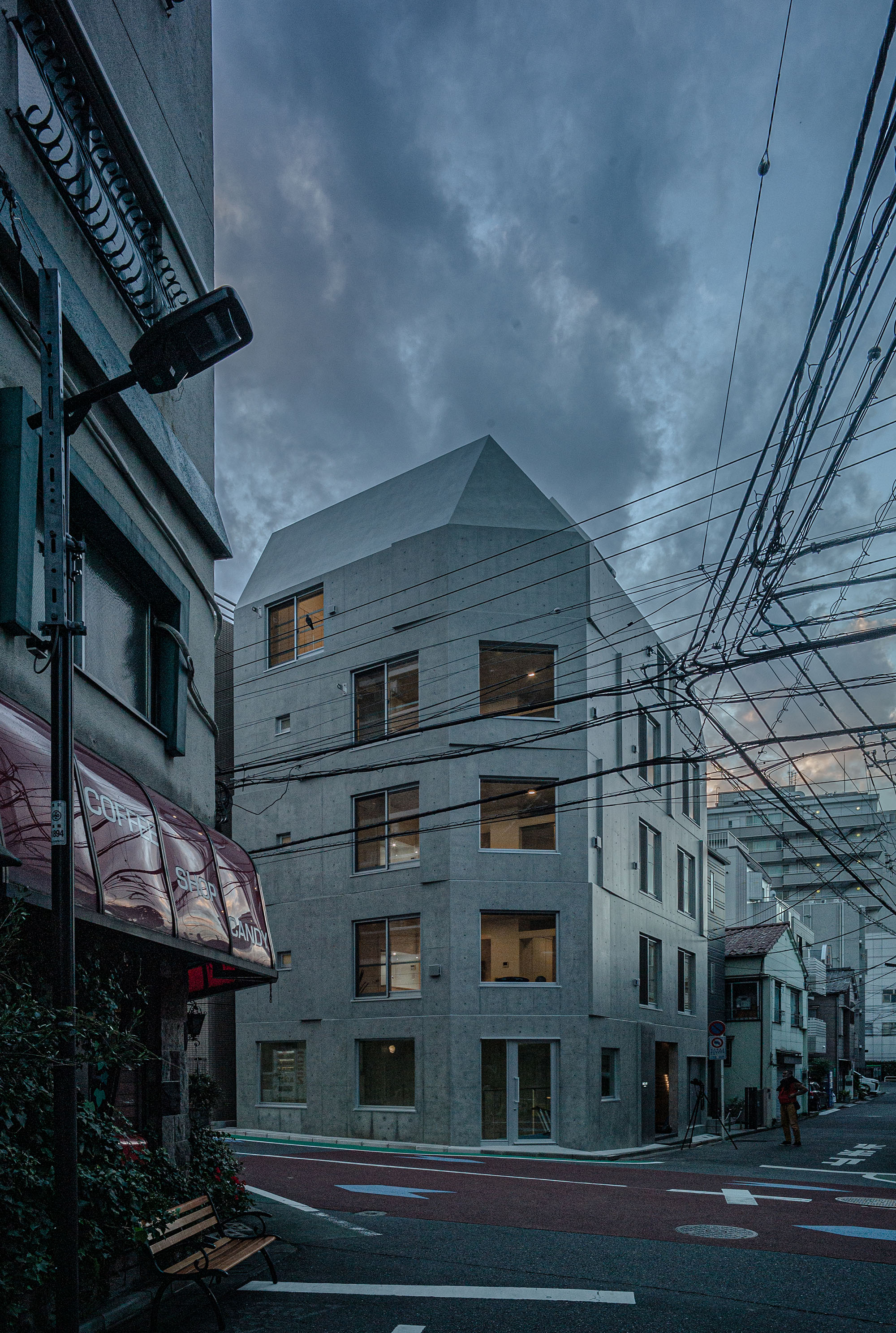
白金プロジェクト（建物名称：ESCENARIO SHIROKANE）, Tokyo, Japan

- 2005年 第24回 SDレビュー2005 入選
- 2006年 第50回 グッドデザイン賞　受賞
- 2007年 ARアワード（イギリス） COMMENDED入賞
- 2007年、2011年、2022年 AIA JAPAN デザイン賞 受賞（アメリカ＝日本）
- 2007年 第39回 中部建築賞
- 2008年 第3回 木質空間デザインコンテスト（一般建築部門）準優秀賞
- 2015年、2016年、2017年、2018年、2019年、2020年、2021年 アイコニック賞 受賞
- 2016年、2017年、2018年、2019年、2020年、2021年 ドイツデザイン賞 受賞・特別賞
- 2016年 国際デザイン賞（International Design Awards）金賞（アメリカ）[15]
- 2016年、2017年、2019年、2020-2021年 リーフ賞 ショートリスト
- 2021年 プラン賞（イタリア） WINNER受賞[3]
- 2021年、2023年 AMP賞（アメリカ）BEST OF BEST WINNER受賞、WINNER受賞[16]
- 2022年 プラン賞（イタリア） HONORABLE MENTION受賞[17]
- 2022年、2023年 AMP賞（アメリカ） THE FIRM OF THE YEAR AWARD（小規模事務所部門）受賞[18]
- 2022年 インターナショナル・アーキテクチャー・アワード WINNER受賞（シカゴ＝アテネウム）[19]
- 2024年 IF賞 （ドイツ）WINNER受賞[20]
- BCS賞 第46回（北上市文化交流センターさくらホール＝久米設計）